# Chamari jezik
Chamari jezik (ISO 639-3: cdg; chamar, chambhar boli, chambhari), indoarijski jezik u centralnoj zoni u Indiji, u državama Madhya Pradesh, Uttar Pradesh (Lucknow) i Maharashtra.
Govori ga oko 406 000 ljudi (2001 IMB), i jedan je od zasad 7 neklasificiranih zapadnohindskih jezika. Ime dolazi po nazivu kaste Chamar, čiji su članovi koji govore razne lokalne jezike pronađeni širom Indije.

## Vanjske poveznice
- Ethnologue (14th)
- Ethnologue (15th)